# リウトガルト・フォン・ザクセン
リウトガルト・フォン・ザクセン（ドイツ語：Liutgard von Sachsen, 931年/932年 - 953年11月18日）またはロイトガルト（Leutgard）は、ロートリンゲン公コンラートの妃。リウトガルトとコンラートはザーリアー朝の祖である。

## 生涯
リウトガルトはローマ王オットー1世とその最初の妃エドギタ・オブ・イングランドの間の唯一の娘である。オットー1世はザーリアー家との連携を強めるため、947年に娘リウトガルトをザーリアー家のコンラートと結婚させた。コンラートはその3年前にロートリンゲン公となっていた。この結婚は特に幸福なものではなかったが、リウトガルトは950年ごろに息子オットーを産んだ。夫コンラートは951年にオットー1世のイタリア遠征に従った。しかし、コンラートはイタリア王ベレンガーリオ2世との合意をめぐってオットー1世と不和となった。
リウトガルトは953年にマインツで死去し、夫コンラートはマインツにおいてリウトガルトの兄リウドルフおよびマインツ大司教フリードリヒの反乱に加わった。リウトガルトは翌年にマインツの聖アルバン修道院に埋葬され、同年コンラートはオットー1世に降伏し、以後忠実な臣下であり続けた。コンラートは955年にレヒフェルトの戦いで戦死した。リウトガルトの兄リウドルフはその2年後にイタリア遠征中に死去した。
973年にオットー1世が死去し、神聖ローマ帝国はオットー1世の2番目の妃アーデルハイト・フォン・ブルグントが産んだオットー2世が継承した。リウドルフの息子オットー1世はシュヴァーベン公となり、リウトガルトの息子オットーはケルンテン公となった。1002年に皇帝オットー3世が死去した際、リウトガルトの息子オットーは国王選挙の候補者の一人となったが、リウトガルトの父皇帝オットー1世の弟バイエルン公ハインリヒ1世の孫バイエルン公ハインリヒ4世のためにその権利を放棄し、ハインリヒ4世がローマ王ハインリヒ2世として即位した。後にハインリヒ2世が死去した際、リウトガルトの曾孫コンラート2世がザーリアー家として初めてローマ王に選出された。